# Günter Hentschke
Günter Hentschke (* 3. Dezember 1921 in Berlin; † 22. März 2019) war ein deutscher Fußballspieler und -trainer.

## Laufbahn
Hentschke war als Spieler u. a. bei Sparta Berlin und Eintracht Nordhorn aktiv.
1950 übernahm er Sparta Nordhorn als Trainer und blieb bis 1952 im Amt. Seine weiteren Trainerstationen waren die Vereine VfR Kirn (1952–1954, Oberliga Südwest), FC Phönix Ludwigshafen (1954–1956, Oberliga Südwest), Preußen Münster (1956–1958, Oberliga West), Duisburger SpV (1958–1961, Oberliga West) und Rot-Weiss Essen (1961–1963, 2. Oberliga West). 1972 begann er eine Tätigkeit als ehrenamtlicher Pressereferent des Bundes Deutscher Fußballlehrer.
Im Jahr 1983 gab er kurzfristig ein Comeback als Trainer. Er übernahm den Zweitligisten BV 08 Lüttringhausen. Es war vorgesehen, dass sich Hentschke, mit der nötigen Trainerlizenz ausgestattet, die Aufgaben mit Manager Detlef Pirsig, gleichzeitig Spieler, teilt. Schon bald gab es aber interne Querelen zwischen Hentschke und Pirsig, die schließlich zur Entlassung Hentschkes führten. Sein Nachfolger wurde Günter Exner.
Hentschke war später noch bei seinem Heimatverband Niederrhein als Beisitzer für Trainerangelegenheiten im Jugendbereich aktiv.